# باشگاه والیبال آسیکو رسوویا ژشوف
باشگاه والیبال آسیکو رسوویا ژشوف (به لهستانی: Asseco Resovia Rzeszów) یک باشگاه حرفه‌ای والیبال مستقر در ژشوف، لهستان است که در پلاس لیگا حضور دارد. ژشوف در سال ۱۹۱۰ تأسیس شد و از باشگاه‌های ریشه دار لهستان محسوب می‌شود. رسوویا ۶ قهرمانی، ۳ نایب قهرمانی و ۶ مقام سومی در پلاس لیگا به دست آورده است. این باشگاه در سال ۱۹۷۵ نیز به مقام نایب قهرمانی جام باشگاه‌های جهان و در سال ۲۰۱۵ به مقام نایب قهرمانی لیگ قهرمانان اروپا دست یافت.

## دست‌آوردها
پلاس لیگا
- قهرمان (۶) - ۱۹۷۰/۱۹۷۱، ۱۹۷۱/۱۹۷۲، ۱۹۷۳/۱۹۷۴، ۱۹۷۴/۱۹۷۵، ۲۰۱۱/۲۰۱۲، ۲۰۱۲/۲۰۱۳
- نایب قهرمان (۳) - ۱۹۷۲/۱۹۷۳، ۲۰۰۸/۲۰۰۹، ۲۰۱۳/۲۰۱۴
- سوم (۶) - ۱۹۶۹/۱۹۷۰، ۱۹۷۶/۱۹۷۷، ۱۹۸۶/۱۹۸۷، ۱۹۸۷/۱۹۸۸، ۲۰۰۹/۲۰۱۰، ۲۰۱۰/۲۰۱۱
- قهرمانی باشگاه‌های جهان
  -  نایب قهرمان: ۱۹۷۵
- جام حذفی لهستان:
  -  قهرمان: ۱۹۷۴/۱۹۷۵، ۱۹۸۲/۱۹۸۳، ۱۹۸۶/۱۹۸۷
  -  نایب قهرمان: ۱۹۷۳/۱۹۷۴، ۱۹۸۵/۱۹۸۶، ۲۰۰۹/۲۰۱۰، ۲۰۱۲/۲۰۱۳
  -  سوم: ۱۹۸۸/۱۹۸۹
- سوپر جام لهستان:
  -  قهرمان: ۲۰۱۳
  -  نایب قهرمان: ۲۰۱۲
- لیگ قهرمانان والیبال اروپا:
  -  نایب قهرمان: ۱۹۷۲/۱۹۷۳، ۲۰۱۴/۲۰۱۵